# Ajkesån
Ajkesån is een van de (relatief) kleine riviertjes/beekjes die het Zweedse eiland Fårö rijk is. Het riviertje verzorgt de afwatering van het meer Ajketräsk. Ze mondt uit in de baai Tällevika, een baai van de Oostzee. Net als Ajkeviken (ook een baai van de Oostzee) zijn rivier en meer genoemd naar de oude boerderij Ajke. De Ajkerivier stroomt binnen de grenzen van småort Austers/Sudergarda. Het riviertje is soms niet meer dan een waterstroom over grind en zand. In waterrijke tijden kan echter een rivierprik via de waterweg het meer bereiken. 